# Jean Houdemon
Jean Houdemon, né le 11 mars 1885 à La Flèche (Sarthe) et mort le 20 octobre 1960 à Paris 5e arrondissement, était un aviateur militaire français. Combattant durant la Première Guerre mondiale, résistant pendant la Seconde Guerre mondiale, il a fini sa carrière comme général d’armée aérienne et gouverneur de l’Hôtel des Invalides, où il est inhumé.

## Biographie

### Belle Époque
Jean, Paul, Marie Houdemon naît le 11 mars 1885 à La Flèche (Sarthe). Il est le fils de Georges Houdemon (né en 1850) et de Claire Lucile Marguerite Beaupère (née en 1862), propriétaires.
Il entre à Saint-Cyr le 24 octobre 1903 dans la 88e promotion « Henri de La Tour d’Auvergne ». Quand il en sort en 1905, il choisit l’arme de la cavalerie. À l’école de cavalerie de Saumur, il se lie d’amitié avec un jeune stagiaire américain : George Smith Patton. Ensemble, ils étudient les campagnes de Napoléon Ier.

### Première Guerre mondiale
Il entre à l’état-major de la 63e division d’infanterie de campagne en août 1914 et participe aux combats des 7, 13 et 20 septembre 1914. Blessé à Port-Fontenoy près de Soissons, il a le nerf radial sectionné. Il est hospitalisé à la Pitié-Salpêtrière à Paris. Il est nommé Chevalier de la Légion d'honneur le 20 novembre 1914 et nommé capitaine le 25 décembre 1914. Le 19 août 1915, il rejoint l’état-major de la Xe armée du général Joseph Brugère.
En 1916, il passe dans l’aviation et obtient son brevet de pilote en juillet 1916. Multipliant les reconnaissances audacieuses au-dessus des lignes ennemies, il est blessé une seconde fois en juillet 1917. Atteint d’une balle explosive à la hanche gauche, il parvient cependant à rejoindre les lignes alliées.

### Entre-deux-guerres
Professeur à l’École supérieure de guerre en 1927, il rédige un rapport qui marque une étape dans la liaison entre les armes.
En décembre 1929, il prend le commandement du 34e régiment d’aviation. Il est affecté le 7 octobre 1931 à l'état-major des forces aériennes au Ministère de l'Air. En 1935, il devient le premier commandant de l'École de l'air. Il est nommé général de brigade aérienne le 1er janvier 1938.

### Seconde Guerre mondiale
En 1939, il est nommé commandant de la zone d'opérations aériennes Sud. Le 16 mai 1940, il commande la zone d'opérations aériennes des Alpes. Après l'Armistice du 22 juin 1940, il est placé en congé du personnel navigant. Il se retire à Pont-à-Mousson, où il est arrêté par les Allemands pour ses activités de Résistance en 1944. Il est prisonnier en Bavière de septembre 1944 à mai 1945, à Trèves puis à Coblence et à Plansee, au Tyrol. Il est délivré par la IIIe armée américaine et regagne Paris à bord de l'avion personnel du général Patton.

### Après-guerre
Il est le 35e gouverneur militaire de l’Hôtel des Invalides de 1951 jusqu'à sa mort en 1960. Il est élu à ce titre membre d'honneur de l'association nationale des croix de guerre, fondée en 1919 par le vice-amiral Emile Guépratte.
Il meurt à l’Hôpital d'instruction des armées du Val-de-Grâce le 20 octobre 1960. Il est inhumé à l’Hôtel des Invalides, dans le caveau des gouverneurs.

## Vie privée
Il se marie le 16 décembre 1908 à Paris 5e arrondissement avec Louise Thérèse Lehugeur (1886-1952). Ils ont trois filles : Jacqueline (née en 1912), Colette (née en 1913) épouse de Jean Bécourt-Foch, et Catherine (née en 1915).

## Distinctions
- Grand-croix de la Légion d'honneur (25 janvier 1949)[7], la décoration lui est remise par le général Paul Dassault, Grand Chancelier de la Légion d'honneur
- Croix de guerre 1914–1918
- Croix de guerre 1939–1945 avec étoile de vermeil
- Grand officier de l'ordre de la Couronne d'Italie (Italie)
- Grand-Officier de l'ordre du Nichan Iftikhar (Tunisie)